# Вилимантик (Конектикат)
Вилимантик (енгл. Willimantic) насељено је место без административног статуса у америчкој савезној држави Конектикат.

## Демографија
По попису из 2010. године број становника је 17.737, што је 1.914 (12,1%) становника више него 2000. године.
| Група             | 2000.         | 2010.         |
| Белци             | 9.589 (60,6%) | 9.113 (51,4%) |
| Афроамериканци    | 989 (6,3%)    | 1.324 (7,5%)  |
| Азијати           | 264 (1,7%)    | 330 (1,9%)    |
| Хиспаноамериканци | 4.777 (30,2%) | 7.060 (39,8%) |
| Укупно            | 15.823        | 17.737        |